# Radesbroke
Die Burg Radesbroke ist eine abgegangene Turmhügelburg (Motte) südlich des Stadtteils Rosebruch von Visselhövede im niedersächsischen Landkreis Rotenburg (Wümme) am nördlichen Ufer der Rodau.

## Geschichte
Die Entstehung der Motte Radesbroke ist nur in deutlich später verfassten Chroniken überliefert. Die verlorene, angeblich 1536 geschriebene Chronik des Bistums Verden berichtet, dass 400 Jahre zuvor der friesische Häuptling Haije oder Hajo, der vermutlich aus Rüstringen vertrieben worden war, eine Burg beim Rodesbroke baute. Diese sei aber sogleich vom Verdener Bischof zerstört worden. Daraufhin sei er weitergezogen und habe die Burg Hoya gegründet. In der Chronik des Stifts Bücken von 1338/43 heißt es, dass ein nicht näher benannter Friese eine Burg beim Radesbrocke im Kirchspiel Visselhövede besessen habe.
Beim nicht genannten Verdener Bischof dürfte es sich aus historischen Gründen um Rudolf I. von Verden (1189–1205) gehandelt haben. Der „Friese“ stand zudem in einem nicht näher zu bestimmenden Verhältnis zu den Askaniern, aus deren Gütern rund um Visselhövede später die sog. „Krumme Grafschaft“ gebildet wurde. Ihr Besitz wechselte später zwischen der Grafschaft Hoya und dem Herzogtum Braunschweig-Lüneburg. 1550 behaupteten die Grafen von Hoya in einem Prozess, dass in Rosebruch das Haupthaus der „Krummen Grafschaft“ gestanden hätte.
Möglicherweise bezieht sich die Erwähnung eines Hofes zu Rodersberg im Jahr 1312/13 auf die Burg, die somit damals schon aufgegeben gewesen wäre. 

## Beschreibung
Die Motte Radesbroke ist heute fast vollständig einplaniert und nur noch als schwache Erhebung erahnbar. Vor einigen Jahrzehnten soll sie noch als rechteckige Erhöhung von ungefähr 20 × 50 m Größe erkennbar gewesen sein. Bei Probebohrungen wurde eine Anhäufung von Holzresten, Feldsteinen und Backsteinbruch festgestellt. Beim Ausheben eines Grabens kamen größere Mengen von Bauschutt und Steinen zutage.
Auf einer farbigen Dorfansicht von Rosebruch aus dem Jahr 1564 ist in der Mitte der Mottenhügel dargestellt, die Bebauung war damals schon abgebrochen.